# Herinneringsmedaille voor Hulp tijdens de Slotbrand van 1864
De Herinneringsmedaille voor Hulp tijdens de Slotbrand van 1864 (Duits: "Erinnerungsmedaille für Hilfeleistungen beim Schloßbrand 1864") was een in 1864 ingestelde onderscheiding van het kleine Duitse hertogdom Saksen-Altenburg.
De medaille werd op 3 september 1864 door de regerende hertog Ernst I van Saksen-Altenburg ingesteld en was bestemd voor allen die vastbesloten en moedig hulp hadden gegeven tijdens de vernietigende brand van 24 augustus 1864. Het Schloss Altenburg in Altenburg werd die nacht zwaar getroffen. Zes brandweerlieden kwamen om het leven.
De ronde bronzen medaille draagt op de voorzijde de kop van Ernst I met het rondschrift ERNST HERZOG VON SACHSEN ALTENBURG. Op de keerzijde staat de opdracht IN DANKBARER ERINNERUNG AN DIE BEI DEM BRANDE UNSERES RESIDENZSCHLOSSES ZU ALTENBURG AM 24.AUGUST1864 ERFOLGREICH GELEISTETEN FEUERWEHRDIENSTE.
Men droeg de medaille aan een karmezijnrood lint op de linkerborst.